# رینارد (آیووا)
رینارد (به انگلیسی: Rinard) شهری در ایالت آیووا کشور ایالات متحده آمریکا است که جمعیت آن در سرشماری سال ۲۰۱۰ میلادی، ۵۲ نفر بوده‌است.